# Обнинск (женский волейбольный клуб)
«О́бнинск» — российская женская волейбольная команда из одноимённого города Калужской области.

## Достижения
- 6-е место в чемпионате России среди команд высшей лиги «А» — 2015.

## История
Женская волейбольная команда «Обнинск» была создана в 2004 году на базе Специализированной детско-юношеской спортивной школы олимпийского резерва по волейболу Александра Савина (СДЮСШОР по волейболу Александра Савина). Прошла путь от второй лиги (соревнования региональной ассоциации Центра России) до высшей лиги «А».
После окончания чемпионата России 2012/2013 в высшей лиге «А» команда, сохранившая по его итогам место во втором по значимости дивизионе, по финансовым причинам вынуждена была опуститься в высшую лигу «Б».
Пребывание в третьем по значимости дивизионе продлилось для «Обнинска» только один сезон. Заняв второе место в финальном турнире высшей лиги «Б», обнинские волейболистки вернули себе прописку в высшей лиге «А».
В сезоне 2014/2015 «Обнинск» показал свой лучший результат за время участия в чемпионатах России, заняв в турнире высшей лиге «А» 6-е место (из 9 команд), но по финансовым причинам вынужден был уже вторично в своей истории добровольно опуститься классом ниже — в высшую лигу «Б».

## Результаты в чемпионатах России
| Сезон   | Лига                   | Место |
| ------- | ---------------------- | ----- |
| 2004/05 | Вторая лига            | 1     |
| 2005/06 | Первая лига            | 1     |
| 2006/07 | Высшая лига Б (Европа) | 5     |
| 2007/08 | Высшая лига Б (Европа) | 3     |
| 2008/09 | Высшая лига Б (Европа) | 2     |
| 2009/10 | Высшая лига А (Европа) | 7     |
| 2010/11 | Высшая лига А          | 8     |
| 2011/12 | Высшая лига А          | 10    |
| 2012/13 | Высшая лига А          | 10    |
| 2013/14 | Высшая лига Б          | 2     |
| 2014/15 | Высшая лига А          | 6     |
| 2015/16 | Высшая лига Б          | 7     |
| 2016/17 | Высшая лига Б          | 8     |
| 2017/18 | Высшая лига Б          | 6     |
| 2018/19 | Высшая лига Б          | 8     |
| 2019/20 | Высшая лига Б (Центр)  | 6     |
| 2020/21 | Первая лига (Центр)    | 6     |
| 2021/22 | Первая лига (Центр)    |       |
| 2022/23 | Первая лига (Центр)    | 6     |
| 2023/24 | Первая лига (Центр)    | 7     |

## Арена
Домашние матчи «Обнинск» проводит в спортивном зале СДЮСШОР по волейболу Александра Савина. Вместимость 400 зрителей. Адрес в Обнинске: улица Цветкова, 4.

## Сезон 2024—2025

### Состав
| №  | Имя, фамилия           | Год рождения | Рост | Амплуа      |
| -- | ---------------------- | ------------ | ---- | ----------- |
| 1  | Мария Карабашева       | 2003         | 176  | нападающая  |
| 2  | Валерия Афанасьева     | 2006         | 167  | либеро      |
| 4  | Юлия Плотникова        | 2007         | 174  | нападающая  |
| 6  | Полина Дагаева         | 2006         | 177  | нападающая  |
| 7  | Александра Симоненкова | 2006         | 176  | связующая   |
| 8  | Алина Виноградова      | 2007         | 178  | центральная |
| 9  | Анна Стародубцева      | 2007         | 178  | нападающая  |
| 10 | Анастасия Муравьёва    | 2005         | 171  | либеро      |
| 12 | Валерия Павленко       | 2008         | 179  | центральная |
| 13 | Ангелина Пузикова      | 2008         | 185  | нападающая  |
| 14 | Ульяна Фролова         | 2007         | 183  | центральная |
| 16 | Екатерина Ким          | 2008         | 162  | либеро      |

- Главный тренер — Елена Горюнова.

- Директор ВК «Обнинск» — Армен Никоян.